# Акісіма
35°42′20″ пн. ш. 139°21′13″ сх. д. / 35.70556° пн. ш. 139.35361° сх. д.
Акісі́ма (яп. 昭島市, あきしまし, МФА: [akʲiɕima ɕi̥]) — місто в Японії, в префектурі Токіо.

## Короткі відомості
Акісіма розташована в західній частині префектури, на південному заході плато Мусасіно. Північною частиною протікає канал Тама, а південною — річка Тама.
Акісіма утворилася 1 травня 1954 року в результаті об'єднання містечка Сьова з селом Хайдзіма. Назва міста походить від ієрогліфів цих населених пункті: Частина «Акі-» взята від першого знаку слова «Сьова», а частина «-сіма» — від останнього знаку слова «Хайдзіма».
До початку 20 століття на території колишнього містечка Сьова існувало 8 сіл, які займалися сільським господарством та вирощуванням шовкопрядів. 1928 року вони об'єдналися у одне, що отримало назву на честь нового Імператора Сьова. 1937 року, з початком японсько-китайської війни, японський уряд побудував в селі авіаційний завод та авіаційний арсенал Імперської армії Японії. Це сприяло росту Сьови, яке 1941 року отримало статус містечка. Після Другої світової війни його промисловість була зруйнована, проте з 1957 року місцева влада взяла курс на відновлення промислового потенціалу містечка. У 1960-х роках, у зв'язку із прокладанням залізниці JR, в Сьові пришвидшилися урбанізаційні процеси, а саме містечко поступово перетворилося на спальний район Токіо.
Колишнє село Хайдзіма, розташоване на лівому березі річки Тама, виникло на базі прихрамового поселення. Воно отримало свою назву «Хайдзіма» (острів поклоніння) від буддистського храму Вайрочани, статую якого, за середньовічним переказом, принесли на це місце річкові води. У 17 — 19 століттях в селі існувало декілька постоялих дворів, які приймали подорожніх на шляху до Едо. З другої половини 20 століття район Хайдзіми є транспортним вузлом, через який пролягає 4 залізничні шляхи.
Основою економіки Акісіми є авіаційна і машинобудівна промисловість, а також виробництво електроприладів. В околицях залізничних станцій розміщені торговельно-комерційні центри.
З 1983 року в Акісімі існує парк Сьова, збудований на місці колишнього аеродрому Татеґава ВПС США. Частина міської території віддана під військово-повітряну базу Йокота ВПС США.
Станом на 1 жовтня 2008 площа міста становила 17,33 км². Станом на 1 липня 2011 населення міста становило 112 312 осіб.

## Економіка
- Авіаційний завод Сьова

## Галерея

Розташування
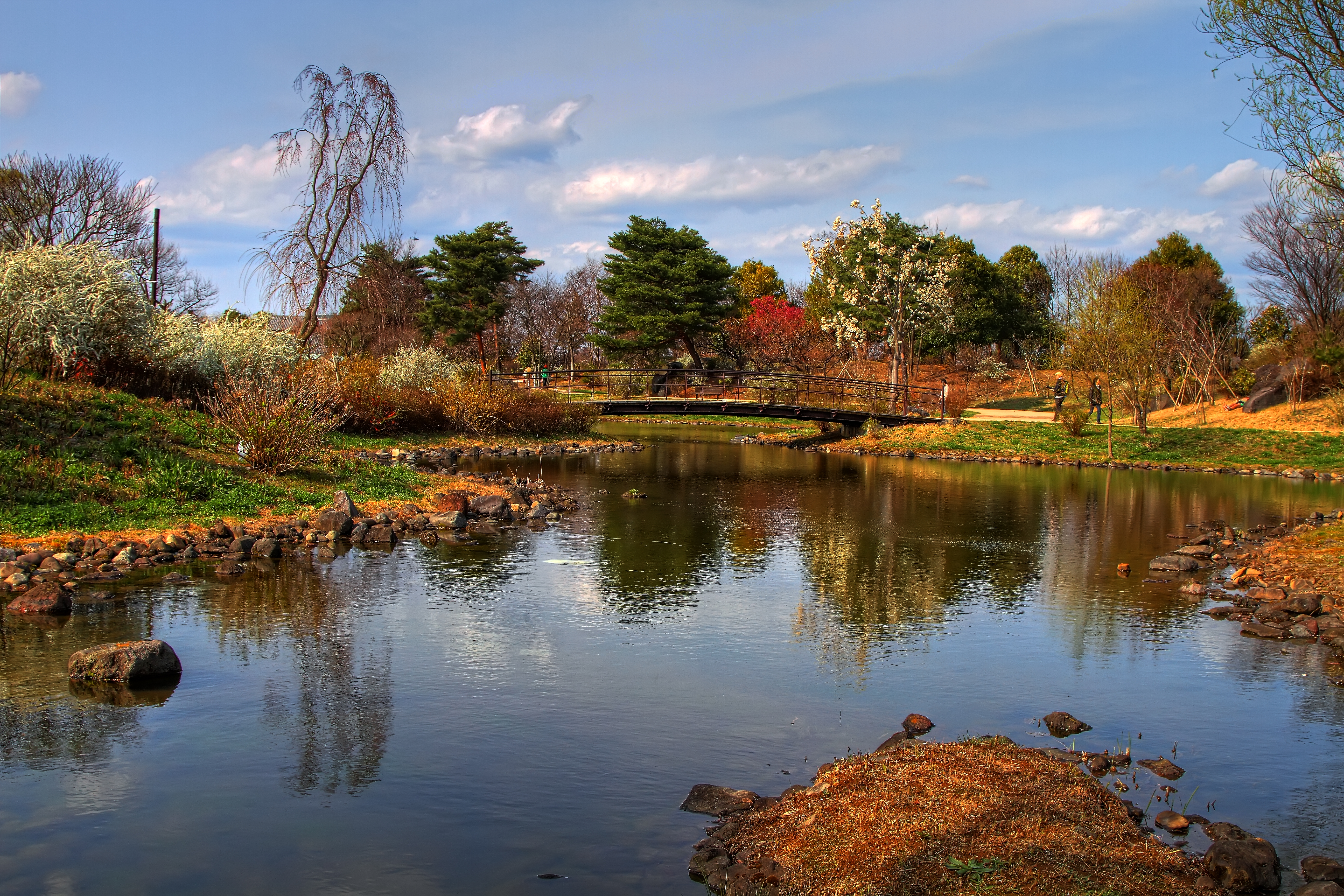
Парк Сьова
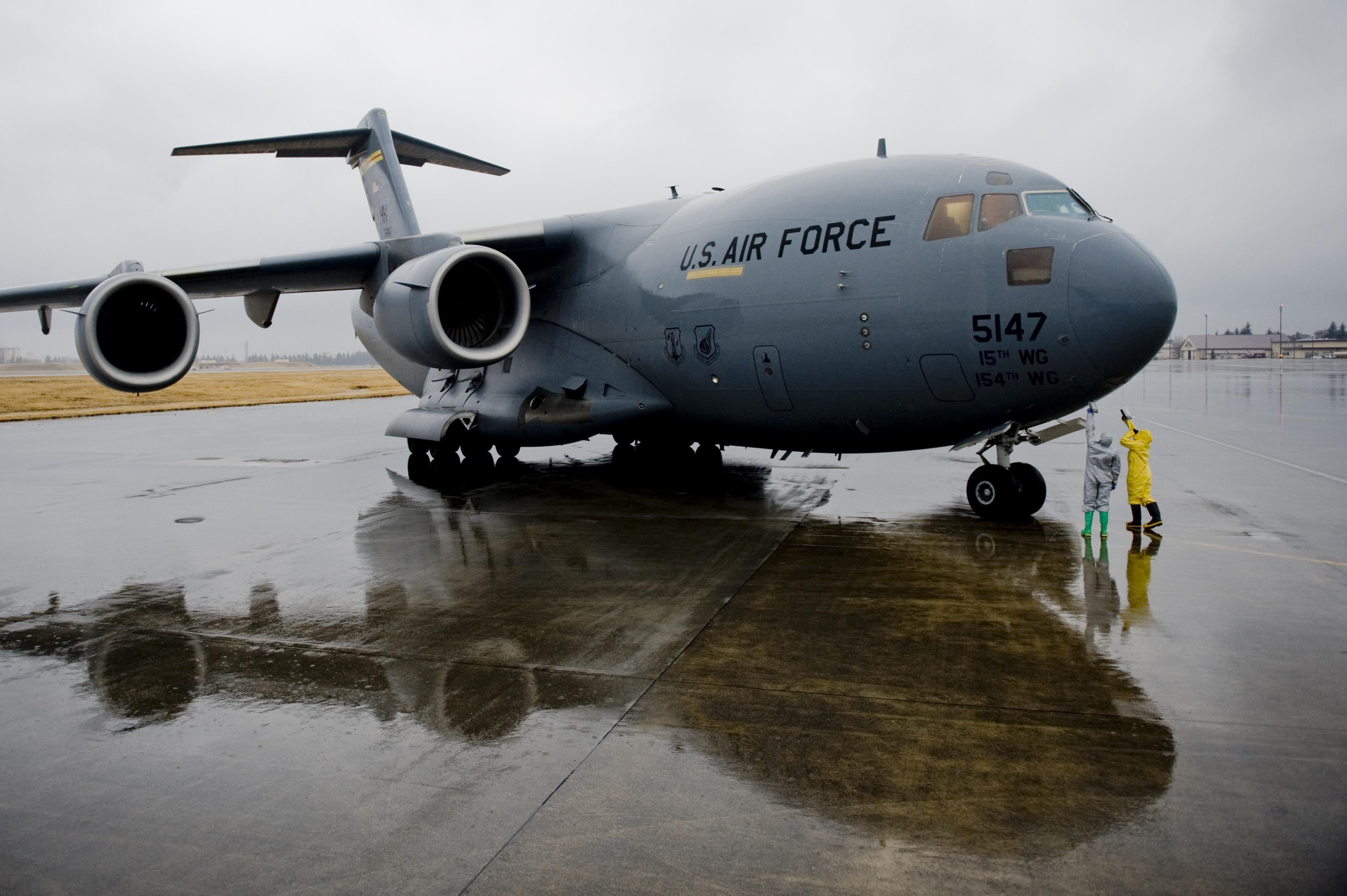
База Йокота ВПС США